# بیورکریک تاونشیپ (شهرستان گرین، اوهایو)
بیورکریک تاونشیپ (به انگلیسی: Beavercreek Township) یک منطقهٔ مسکونی در ایالات متحده آمریکا است که در شهرستان گرین، اوهایو واقع شده‌است. بیورکریک تاونشیپ ۱۲۷٫۵ کیلومتر مربع مساحت و ۵۲٬۱۵۶ نفر جمعیت دارد و ۲۶۰ متر بالاتر از سطح دریا واقع شده‌است.